# Subsecretaría de Energía, Turismo y Agenda Digital
La Subsecretaría de Energía, Turismo y Agenda Digital fue la Subsecretaría del Ministerio de Energía, Turismo y Agenda Digital. 

## Funciones
De acuerdo al Real Decreto 903/2017, le correspondía a la  Subsecretaría de Energía, Turismo y Agenda Digital:
- La representación ordinaria del Ministerio.
- La jefatura superior de todo el personal del Departamento y la resolución de cuantos asuntos se refieran a este, salvo los casos reservados a la decisión del Ministro y de los Secretarios de Estado.
- Las relaciones institucionales externas y las relaciones administrativas del Ministerio con otros departamentos ministeriales, entidades o administraciones públicas en el ámbito de las competencias de la Subsecretaría, sin perjuicio de las competencias atribuidas a otros órganos superiores y directivos.
- Las relaciones administrativas con las entidades y organismos dependientes del Departamento, sin perjuicio de las competencias atribuidas a otros órganos superiores y directivos.
- La relación, en materias competencia de la Subsecretaría, con las unidades territoriales del Ministerio y la evaluación de los recursos necesarios para su funcionamiento, sin perjuicio de las competencias de coordinación y funcionales que correspondan a otros órganos del Departamento.
- La adopción e impulso, bajo la dirección del Ministro, de las medidas tendentes a la gestión centralizada de los recursos humanos y medios materiales en el ámbito del Departamento.
- El impulso y coordinación de las instrucciones y órdenes de servicio que proceda dictar para la gestión de las materias propias del Departamento, así como la propuesta de las medidas de organización del Ministerio y dirigir el funcionamiento de los servicios comunes a través de las correspondientes instrucciones y órdenes de servicio.
- La dirección y coordinación de las competencias atribuidas a la Oficina Presupuestaria del Departamento por sus disposiciones específicas.
- La dirección, impulso y coordinación general de los servicios comunes del Departamento, la gestión del régimen interior y de otros servicios generales, la dirección y organización del registro general del Ministerio, así como el ejercicio de las competencias atribuidas como Autoridad de Registro del Departamento en relación con la expedición de certificados electrónicos para sus empleados públicos.
- La planificación, elaboración, supervisión y dirección de los proyectos de ejecución de obras, el mantenimiento, permanentemente actualizado, del inventario de los inmuebles afectos al Ministerio, así como las competencias de gestión patrimonial relativas al arrendamiento de bienes inmuebles previstas en la legislación vigente.
- La gestión económica y financiera y el estudio, preparación y propuesta de los contratos que celebre el Departamento, sin perjuicio de las competencias atribuidas a otros órganos superiores o directivos del Ministerio, así como la coordinación de los órganos colegiados del Departamento en materia de contratación.
- La definición y supervisión de la aplicación de la estrategia sobre tecnologías de la información y las comunicaciones del Ministerio y de sus diferentes organismos, de acuerdo con las directrices de Transformación Digital adoptadas por la Administración General del Estado.
- El desarrollo de los sistemas de información necesarios para el funcionamiento de los servicios y para el análisis y explotación de datos disponibles para evaluación de políticas públicas, el impulso de la transformación digital y la innovación en el Departamento, la gestión y administración de las redes de comunicación de voz y datos en los servicios centrales y periféricos, la implantación de medidas de seguridad informática, la administración del dominio de Internet, el desarrollo de los portales web, la sede electrónica y la intranet del Ministerio, así como el fomento de la presencia del Departamento en las redes sociales.
- La elaboración del anteproyecto anual de presupuestos del Ministerio y la coordinación de los correspondientes a sus organismos públicos adscritos, así como el seguimiento de la ejecución presupuestaria y la autorización y tramitación de sus modificaciones.
- La inspección general de los órganos, unidades y organismos dependientes o adscritos al Departamento, las propuestas para la mejora de la calidad de los servicios, así como cualquier otra función que, dentro de la naturaleza de las competencias propias de las inspecciones de servicios, les sea atribuida por el ordenamiento jurídico vigente según lo previsto en el Real Decreto 799/2005, de 1 de julio, por el que se regulan las inspecciones generales de servicios de los departamentos ministeriales.
- La tramitación de los expedientes de compatibilidad relativos al personal del Ministerio, así como de los organismos públicos y entidades vinculados al mismo a los que resulte de aplicación la normativa sobre incompatibilidades del personal al servicio de las administraciones públicas. Asimismo, la tramitación de los expedientes disciplinarios del personal del Departamento.
- La asistencia y asesoramiento técnico y administrativo a los órganos superiores y directivos del Departamento en orden a sus proyectos e iniciativas de mejora de los servicios, incluyendo la evaluación periódica del cumplimiento de los planes y programas anuales y plurianuales.
- Los estudios y análisis organizativos, de retribuciones, de procedimientos administrativos y de procesos de gestión y métodos de trabajo. Especialmente la coordinación de las acciones destinadas a la simplificación de procedimientos en el Departamento, la reducción de cargas administrativas y el mantenimiento de la información contenida en el Sistema de Información Administrativa.
- El análisis, seguimiento y coordinación de los planes y programas de carácter transversal impulsados por otros departamentos, organismos y entidades, en el ámbito de las competencias propias del Ministerio de Energía, Turismo y Agenda Digital, cuando dichas funciones no se asignen a otros órganos del Departamento.
- El ejercicio de las funciones de la Unidad de Información de Transparencia del Ministerio de Energía, Turismo y Agenda digital, según lo previsto en el artículo 21 de la Ley 19/2013, de 9 de diciembre, de transparencia, acceso a la información pública y buen gobierno. Asimismo, la dirección y coordinación de los servicios de información administrativa y de relación con el ciudadano, en los términos establecidos en su normativa reguladora.
- El ejercicio de las funciones de Unidad de Igualdad del Ministerio de Energía, Turismo y Agenda digital, según lo previsto en el artículo 77 de la Ley Orgánica 3/2007, de 22 de marzo, para la igualdad efectiva de mujeres y hombres.
- La planificación, gestión y administración de los recursos humanos del Departamento y, en su caso, de sus organismos autónomos, la elaboración de las relaciones de puestos de trabajo y la gestión de las retribuciones, las relaciones con las organizaciones sindicales y asociaciones profesionales de funcionarios, así como la negociación colectiva que proceda.
- La elaboración de los planes de formación del personal del Departamento y la dirección de su ejecución y la planificación, dirección y gestión de la acción social y de los programas de prevención de la salud laboral y de la atención a las condiciones de trabajo del personal del Departamento.
- La coordinación y la supervisión de la política de protección de datos en cumplimiento de la normativa aplicable en esta materia en el ámbito de las competencias del departamento.
- La coordinación de las campañas de publicidad institucional del Departamento, con la colaboración de las distintas unidades y entidades proponentes de las mismas.

## Estructura
De la Subsecretaría de Energía, Turismo y Agenda Digital dependían los siguientes órganos directivos:
- Secretaría General Técnica
- Subdirección General de Oficialía Mayor y Administración Financiera.
- Subdirección General de Tecnologías de la Información y de las Comunicaciones.
- Oficina Presupuestaria.
- Subdirección General de la Inspección General de Servicios y Relación con los Ciudadanos.
- Subdirección General de Planificación y Gestión de Recursos Humanos.
- Gabinete Técnico de la Subsecretaría.
- Abogacía del Estado en el Departamento.
- Intervención Delegada de la Intervención General de la Administración del Estado.